# Dorika uniformis
Dorika uniformis är en fjärilsart som beskrevs av B.C.S Warren 1926. Dorika uniformis ingår i släktet Dorika och familjen nattflyn. Inga underarter finns listade i Catalogue of Life.